# Estero Hueyelhue
Estero Hueyelhue är ett vattendrag i Chile.   Det ligger i regionen Región de Los Lagos, i den södra delen av landet, 800 km söder om huvudstaden Santiago de Chile.
I omgivningarna runt Estero Hueyelhue växer i huvudsak blandskog. Runt Estero Hueyelhue är det ganska glesbefolkat, med 22 invånare per kvadratkilometer.